# Magomedgassan Mingaschutdinowitsch Abuschew
Magomedgassan Mingaschutdinowitsch Abuschew (russisch Магомедгасан Мингажутдинович Абушев; * 10. November 1959 in Karabudachkent, Sowjetunion) ist ein ehemaliger russischer Ringer.

## Karriere
Abuschew begann 1971 mit dem Ringen. 1980 gewann er im Freistil im Federgewicht sowohl bei den Olympischen Spielen in Moskau als auch bei der Europameisterschaft die Goldmedaille. Im selben Jahr erhielt er den Titel Verdienter Meister des Sports der UdSSR. 1984 wurde er sowjetischer Meister im Leichtgewicht.
Während seiner aktiven Karriere schloss Abuschew 1981 sein Studium der Wirtschaftswissenschaften an der Dagestanischen Staatlichen Universität ab. Später arbeitete er von 1994 bis 1998 beim Derbentsky Oil Depot, von 1998 bis 2003 bei Dagvino und ab 2003 bei der Rechnungskammer der Republik Dagestan.